# Hedwig Bender
Hedwig Bender (22 de febrero de 1854, Luxemburgo-13 de abril de 1928, Erfurt; también conocida como Helene Bender) fue una filósofa feminista alemana.

## La vida
Hedwig Bender nació en 1854, en Luxemburgo. Su padre fue un Oficial prusiano y su madre, Adelaida de François, estuvo vinculada con la escritora Louise de François. Tras el traslado de sus padres, pasó su Infancia en Glatz, en la Baja Silesia, y asistió a la Escuela femenina en Oeynhausen. En 1872, aprobó su examen de Profesora en la Escuela femenina superior de Hannover , y se continuó su actividad posteriormente en Minden y Dresde, antes de llegar en 1878 a Eisenach. Falleció en 1928, en Erfurt.
Bender no se casó y no tuvo hijos.

## Obra
El interés científico de Benders se centró en las enseñanzas de los filósofos Baruch de Spinoza y Giordano Bruno. Trató de justificar de nuevo la cosmovisión monista de Spinoza a partir del atomismo y del estudio de Kant. En 1884 publicó, con 30 años, su primer escrito: el tratado filosófico titulado "De la sustancia como cosa en sí", publicado en Halle, por la Revista de Filosofía y Crítica filosófica, en esta ocasión lo hizo bajo el seudónimo de Hermann Bender. Posteriormente, sus escritos salieron a la luz en revistas contemporáneas, como "Westermanns Monatshefte", "Norte y Sur" o "La Mujer", con información parcial de la autora, con los nombres H. Bender y Helene Bender.
Además de su actividad científica, Bender pertenecía al movimiento feminista burgués del ámbito conservador. Se interesó especialmente por la igualdad de los derechos de la mujer a finales del siglo XIX, sin por ello cuestionar el papel de las mujeres como esposas y madres, ni siquiera reconociendo este papel como profesión. Así lo escribió en un ensayo de 1895:

"Irresponsable, por lo tanto, es la aspiración de muchos hombres de mantener a las mujeres tanto como sea posible en el estado de ignorancia e inmadurez espiritual, por motivos egoístas".

Inició peticiones, entre otras cosas, para el libre acceso de las mujeres al estudio de Medicina, y fue cofundadora del grupo local de Eisenach de la Asociación General de Mujeres Maestras. Tuvo una relación de amistad con Louise de François. Hubo un intercambio epistolar entre ambas mientras Bender vivió en Eisenach.